# Gynofor
Gynofor är ett skaft som separerar hyllebladens fäste från fruktens eller fruktsamlingens fäste. Antingen är pistillerna redan tidigt upphöjda på det viset, eller så utvecklas gynoforen senare, efter pollineringen. Ordet betyder hon-bärare. Det förekommer hos vissa rosväxter, till exempel humleblomster.

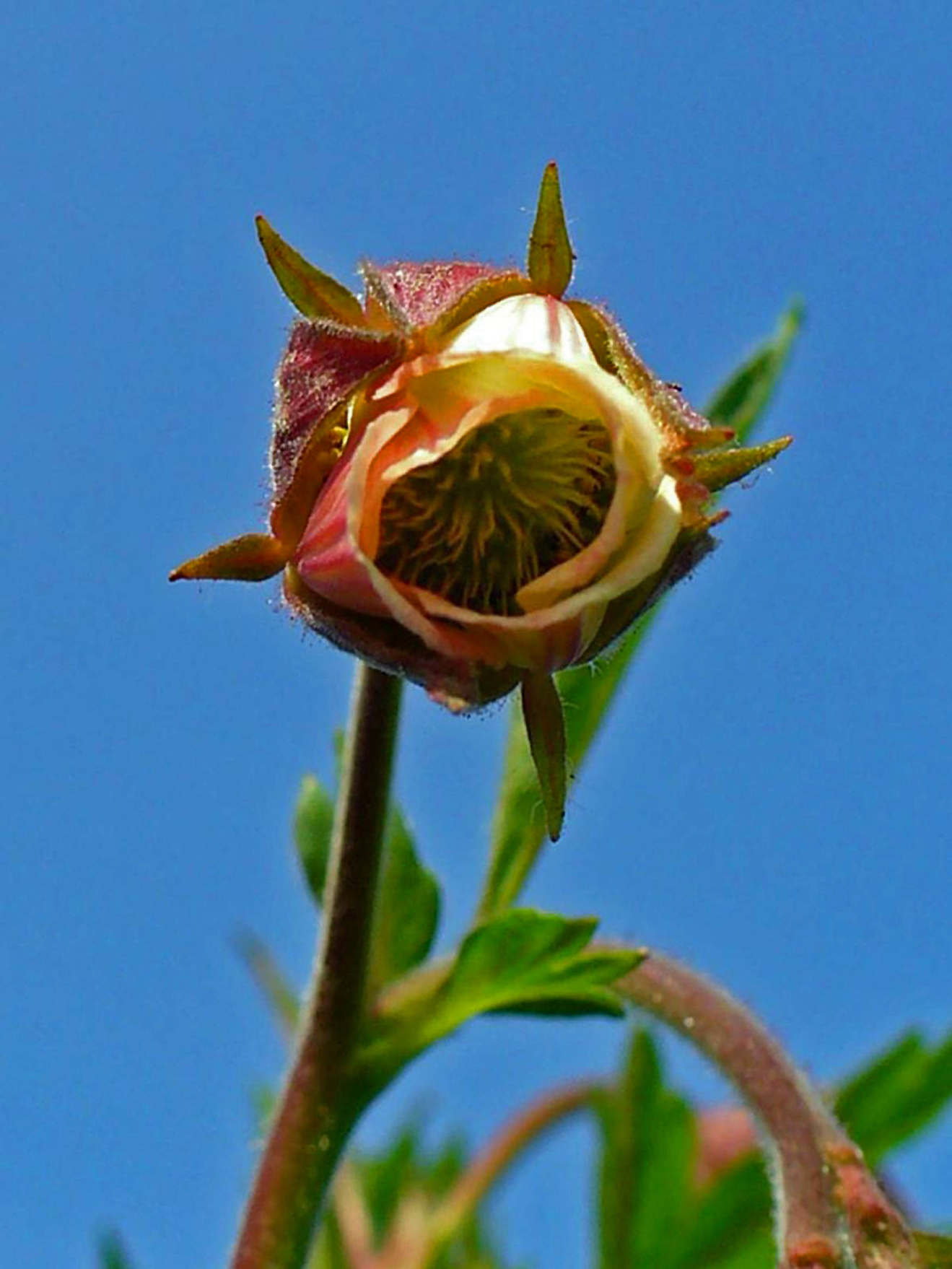
Ungt humleblomster med pistillerna djupt inne i blomman.
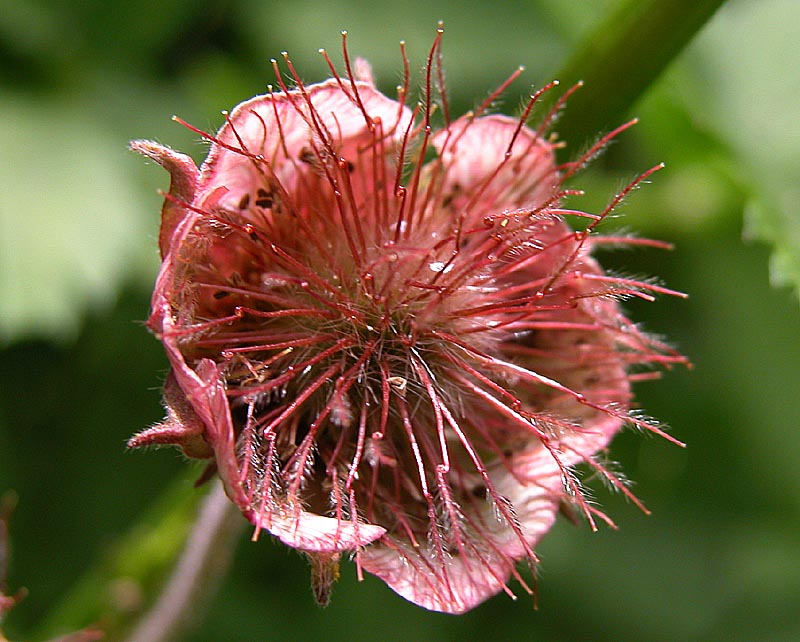
Pollinerat humleblomster där gynoforen börjat utvecklas.
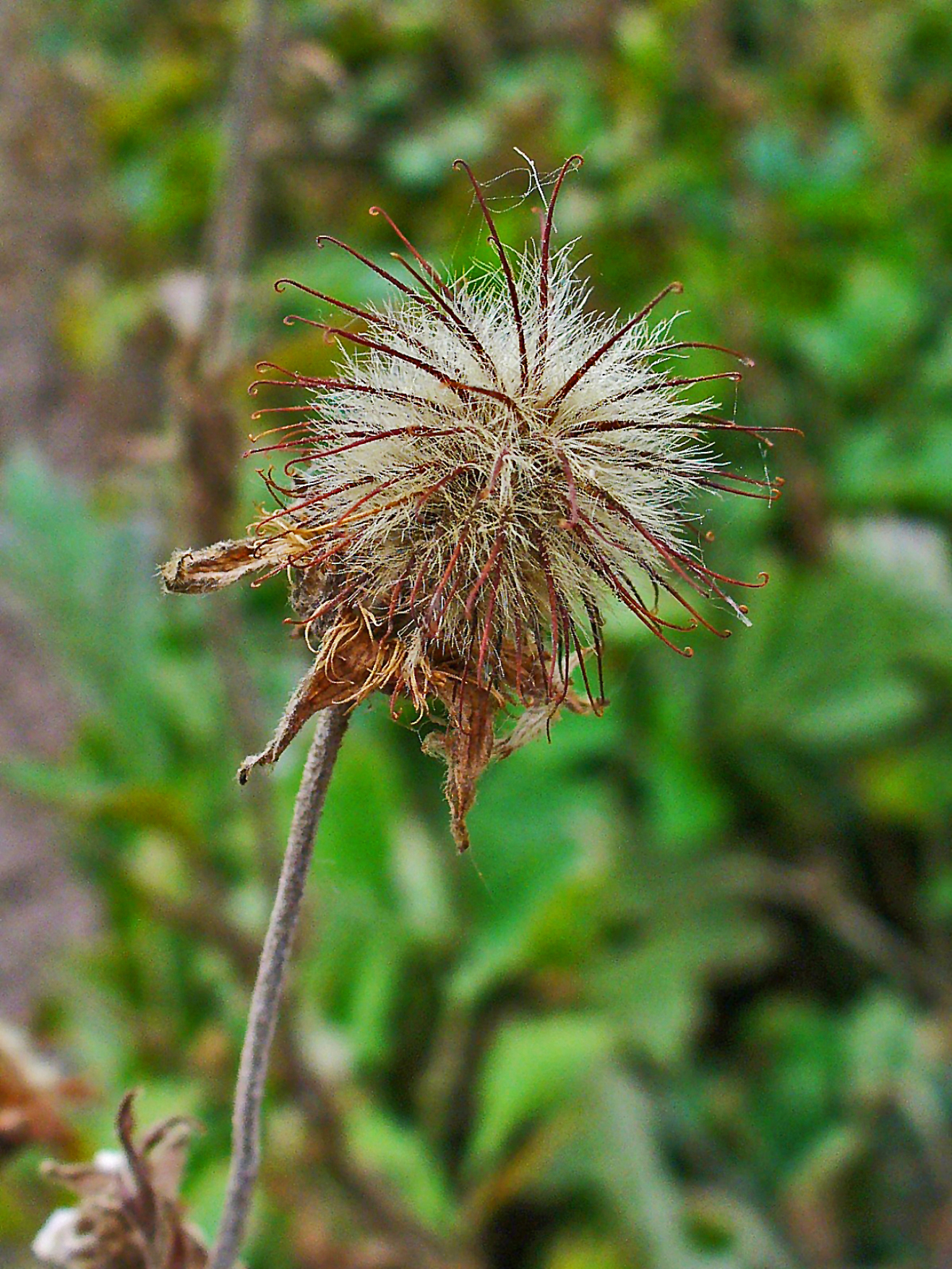
Fullmogen frukt hos humleblomster, där gynoforen skjutit ut fruktsamlingen från blomfästet.
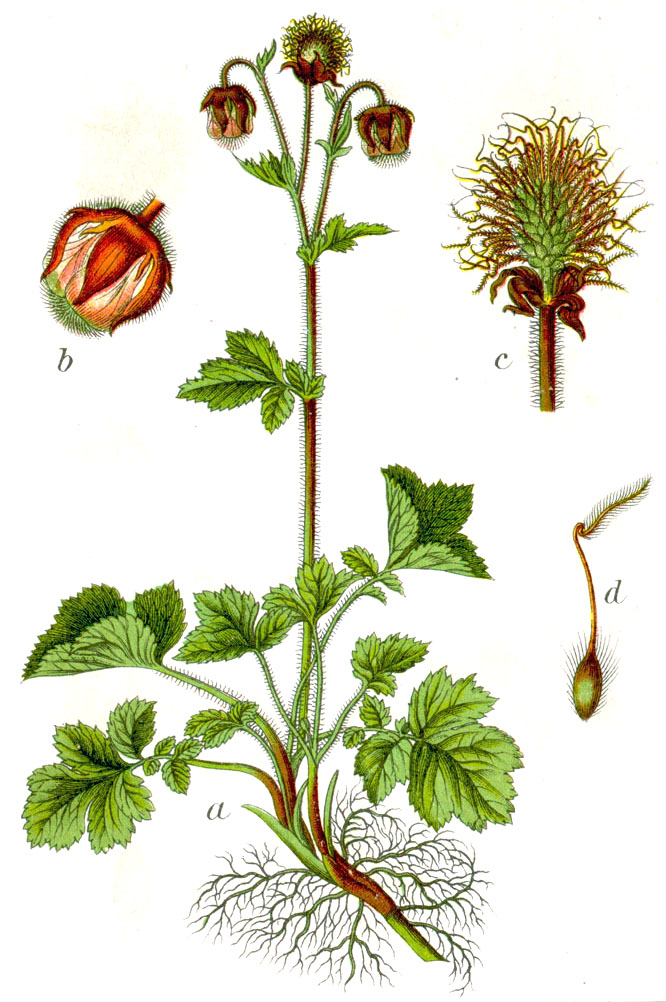
Illustration. Gynoforen syns vid punkt c.